# John of Brittany, Earl of Richmond

Wappen von John of Brittany, Earl of Richmond

John of Brittany, Earl of Richmond (französisch Jean de Bretagne, deutsch Johann von Bretagne) (* 1266; † 17. Januar 1334) war ein bretonisch-englischer Magnat aus dem Haus Dreux. Als Sohn eines französischen Adligen verbrachte er sein Leben als Militär und Diplomat im Dienst der englischen Krone. Als Militär war er dabei wenig erfolgreich, doch er war an fast allen wichtigen Verhandlungen seiner Zeit beteiligt, und seine Zeitgenossen schätzten ihn als geschickten und vertrauenswürdigen Vermittler. Mehrere moderne Historiker bewerten ihn dagegen während der schwierigen Zeit der Herrschaft von Eduard II. als politisch unbedeutend.

## Herkunft und Jugend
John of Brittany wurde als zweiter Sohn von Herzog Johann II. von der Bretagne und von dessen Frau Beatrix geboren. Zwischen der Bretagne und dem Königreich England bestanden schon lange enge politische und familiäre Bindungen, z. B. war John über seine Mutter ein Enkel des englischen Königs Heinrich III. Er wurde in England zusammen mit seinem Cousin Henry, einem Sohn des Thronfolgers Eduard erzogen, der allerdings bereits 1274 starb. Zu seinem älteren Bruder Arthur hatte er dagegen ein oft angespanntes Verhältnis. John erhielt in England eine ritterliche Ausbildung und nahm als junger Mann an mehreren Turnieren teil.

## Dienst als Militär und Aufstieg zum Earl of Richmond
Während des Französisch-Englischen Kriegs erhielt John im Oktober 1294 sein erstes eigenes militärisches Kommando. Als King’s Lieutenant wurde er zusammen mit John de St John und einer Vorausabteilung der englischen Armee in die Gascogne geschickt, um die dortigen, von Frankreich besetzten englischen Besitzungen zurückzuerobern. Dabei konnte John einige Städte entlang der Gironde zurückgewinnen, jedoch nicht die Hauptstadt Bordeaux. Daraufhin machte er Rions zu seinem Hauptquartier, während John de St John weiter nach Bayonne zog. Wegen einer Revolte seiner eigenen Truppen musste John of Brittany im April 1295 mit einem Schiff aus der Stadt flüchten, so dass die Franzosen die Stadt ohne große Gegenwehr erobern konnten. Nach dieser schmachvollen Niederlage blieb John weiter in der Gascogne, doch im Februar 1297 wurde er zusammen mit dem Earl of Lincoln von den Franzosen bei Bellegarde erneut geschlagen. Trotz dieser militärischen Misserfolge genoss er aber weiterhin die Gunst seines Onkels Eduard I., der ihn fast wie einen Sohn behandelte. Während des Schottischen Unabhängigkeitskriegs nahm er vermutlich im Juli 1298 an der Schlacht von Falkirk und 1300 an der Belagerung von Caerlaverock Castle teil. Der König belohnte seine Dienste, in dem er ihm im August 1299 eine jährliche Pension von £ 1000 bewilligte. Durch Writ of Summons wurde er am 24. Mai 1305 in das Parlament berufen, und nach dem Tod seines Vaters erhob der König, der sonst kaum Earlwürden vergab, im Oktober 1306 John anstelle seines älteren Bruders Arthur zum Earl of Richmond. Im Gegenzug erbte John offenbar keine Besitzungen seines Vaters in der Bretagne.

## Tätigkeit als Diplomat und Politiker unter Eduard II.

### Dienst als Diplomat und als Statthalter von Schottland
Bereits während des Kriegs in Südwestfrankreich hatte Richmond, wie er nun genannt wurde, 1294 und 1295 an Verhandlungen mit der Grafschaft Foix und mit dem Königreich Kastilien teilgenommen. Am 15. Oktober 1305 ernannte Eduard I. Richmond zum Statthalter und zum Guardian des offenbar weitgehend eroberten Schottlands. Dort berief Richmond ein Parlament nach Scone ein, das eine Reform des schottischen Rechts beschloss. Im März 1307 begleitete er seinen Cousin, den englischen Thronfolger Eduard II., als dieser als Vertreter seines Vaters nach Frankreich reiste. Nachdem Eduard II. im Juli 1307 als Nachfolger seines verstorbenen Vaters neuer König geworden war, setzte er im September Richmond wieder als Nachfolger des Earl of Pembroke als Statthalter von Schottland ein, wo es jedoch zunehmenden Widerstand gegen die englische Herrschaft gab. Im Januar 1308 bestätigte der König ihn in seinem Amt als Statthalter.

### Vermittelnde Tätigkeit im Konflikt des Königs mit einer Adelsopposition

#### Richmonds freundschaftliches Verhältnis zu Gaveston
Im Gegensatz zu zahlreichen anderen Magnaten war Richmond zu dieser Zeit stets ein loyaler Unterstützer des Königs. Zusammen mit sechs anderen Earls hatte er im August 1307 die Erhebung des königlichen Günstlings Piers Gaveston zum Earl of Cornwall bezeugt, und als 1308 eine Adelsopposition die Verbannung des unbeliebten Gaveston verlangte, war Richmond neben dem Earl of Lancaster der einzige Earl, der bereit war, den König militärisch zu unterstützen. Richmond blieb Gaveston weiterhin freundschaftlich verbunden, allerdings hatte er bedeutend weniger Grundbesitz, Gefolge und Ansehen als die meisten anderen englischen Earls. Im März 1309 gehörte Richmond der von Bischof Walter Reynolds geleiteten Delegation an, die am Papsthof in Avignon die Aufhebung der von Erzbischof Winchelsey verhängten Exkommunikation Gavestons erreichte und die Zustimmung des Papstes für die Rückkehr von Gaveston aus dem Exil erhielt.

#### Tätigkeit als Lord Ordainer und Diplomat
Als sich der Konflikt zwischen dem König und der Adelsopposition weiter zuspitzte, sollte eine Gruppe von Magnaten, die sogenannten Lords Ordainer, ein Reformprogramm für die Regierung erarbeiten. Obwohl Richmond einer der loyalsten Unterstützer des Königs war, wurde er im März 1310 als Lord Ordainer bestimmt, doch im Gegensatz zu anderen Lords Ordainer wirkte er wenig an der Erstellung der Ordinances mit, sondern diente weiter dem König. Im Herbst 1310 war Richmond im Auftrag des Königs in die Gascogne gereist, um in einen Konflikt zwischen dem englischen Seneschall John de Havering, den aus der Gascogne stammenden Seneschall des Agenais Arnaud Guillaume de Marsan und dem Baron Amanieu d’Albret zu entscheiden. Am 11. Dezember wurde entschieden, den von Havering entlassenen Arnaud Guillaume trotz der Proteste von d’Albret wieder in sein Amt einzusetzen. Kaum hatte Havering Guillaume wieder eingesetzt, legte dieser sein Amt nieder und übergab es Richmond. Im April und Mai 1311 war Richmond zusammen mit Bischof John Salmon von Norwich Führer der englischen Delegation, die in Périgueux mit Frankreich über den Status der englischen Besitzungen in Südwestfrankreich verhandelte. Nach Abschluss der Verhandlungen blieb Richmond im Auftrag des Königs noch mehrere Monate in der Gascogne, ehe er nach England zurückkehrte.

#### Vermittelnde Tätigkeit in der Krise von 1312
In England war im Juni 1312 Gaveston, als er ohne Erlaubnis aus dem Exil zurückgekehrt war, auf Anordnung einer Gruppe von Magnaten, darunter Lancaster, hingerichtet worden. Um einen drohenden Bürgerkrieg zu verhindern, arbeitete Richmond nach seiner Rückkehr nach England zusammen mit dem Earl of Pembroke und dem Earl of Gloucester, mit den päpstlichen Legaten Arnaud Nouvel und Arnaud von Poitiers sowie mit dem französischen Gesandten Louis de Évreux an einer Aussöhnung des Königs mit den Angehörigen der Adelsopposition. Nach langen Verhandlungen wurde im Dezember 1312 ein offizieller Ausgleich erreicht, doch die politischen Spannungen zwischen den Gruppen bestanden weiter.

#### Weitere Rolle als Vermittler im Dienst des Königs
Im Mai 1313 begleitete Richmond den König und Königin Isabelle bei deren Staatsbesuch in Frankreich. Aufgrund seiner guten Kontakte zum französischen Hof wurde Richmond in Paris besonders freundlich empfangen, und zusammen mit Pembroke und anderen Magnaten verhandelte er offene Fragen bezüglich der englischen Gascogne. Der König blieb bis Juli zu weiteren Gesprächen in Frankreich, doch weil er in England ein Parlament einberufen hatte, sandte er Richmond und Gloucester am 1. Juli vorzeitig nach London zurück. Dort eröffneten sie am 8. Juli das Parlament, doch als sich die für den 16. Juli geplante Ankunft des Königs noch weiter verzögerte, verließen die Magnaten, darunter auch Richmond, London, so dass keine Beratungen stattfanden. Richmond blieb aber weiter ein enger Vertrauter und Ratgeber des Königs. Er verhandelte mit Lancaster und anderen oppositionellen Baronen, eröffnete im Januar 1316 zusammen mit Gloucester und den Bischöfen von Exeter und Norwich in Lincoln erneut ein Parlament. In dem Jahr gehörte er auch mit anderen Magnaten und Bischöfen einem Ausschuss an, der den königlichen Haushalt reformieren und unerwünschte Günstlinge aus dem Haushalt entfernen sollte. Trotz dieser Bemühungen bestanden zwischen dem König und Lancaster weiterhin erheblichen Spannungen. Richmond bezeugte im August 1318 den Vertrag von Leake, der einen Ausgleich zwischen dem König und dem Lancaster schaffen sollte, und gehörte zu den vier Earls, die Mitglied eines neuen, ständigen Staatsrats wurden.

### Rolle während des Despenser War
Ab März 1320 war Richmond als Gesandter des Königs wieder im Ausland tätig gewesen, und im Juni 1320 traf er Eduard II. in Amiens, wo der König dem französischen König Philipp V. für die Gascogne huldigte. Im Februar 1321 nahm er anstelle des Earl of Hereford als Gesandter an den Waffenstillstandsverhandlungen mit Schottland teil. Hereford gehörte wenig später zu den aufständischen Marcher Lords, die im Despenser War gegen den königlichen Günstling Hugh le Despenser und dessen gleichnamigen Vater rebellierten. Angesichts des Erfolgs der Rebellen zögerte Richmond wie die meisten anderen Unterstützer des Königs, sich den Rebellen offen zu widersetzen. Stattdessen unterstützte er im Sommer 1321 deren Forderung, die Despensers aus England zu verbannen. Als der König jedoch im Oktober militärisch gegen die Rebellen vorging, begann Richmond zusammen mit dem Earl of Pembroke und dem Earl of Norfolk die Belagerung von Leeds Castle, was der Beginn der offenen Kämpfe zwischen dem König und den Rebellen war. Ende November billigte er die Rückkehr der Despensers nach England. Am 1. Dezember war er zusammen mit dem Earl of Arundel bei der Versammlung der Bischöfe zugegen, zu der Erzbischof Reynolds eingeladen hatte und bei der die Bischöfe die Rückkehr der Despensers billigen sollten. Im Januar 1322 überzeugte er mit anderen Anhängern des Königs den Rebellen Roger Mortimer of Wigmore und dessen Onkel Roger Mortimer of Chirk, sich zu ergeben. Am 11. März überzeugte er mit anderen Magnaten den König, Lancaster und die anderen verbliebenen Führer der Rebellion zu Verrätern zu erklären. Nachdem Lancaster nach der Schlacht bei Boroughbridge gefangen genommen worden war, gehörte Richmond am 22. März zu den sieben Richtern, die ihn in Pontefract Castle zum Tod verurteilten. Dennoch erhielt er vom König nur wenige Besitzungen der besiegten Rebellen als Belohnung.

## Abkehr von Eduard II., letzte Jahre und Tod
Nach dem Sieg über Lancaster und die Rebellen unternahm der König im Sommer 1322 einen Feldzug gegen die Schotten. Auch Richmond nahm an dem Vorstoß teil, der jedoch völlig scheiterte. Er deckte im Herbst mit den Rückzug des Königs. Dabei wurde er am 14. Oktober von den Schotten in der Schlacht bei Byland geschlagen und zusammen mit dem französischen Adligen Henry de Sully gefangen genommen. Erst im Sommer 1324 wurde er nach der Zahlung eines hohen Lösegelds von 14.000 Mark freigelassen. Nach seiner Freilassung reiste er während des Kriegs von Saint-Sardos im November 1324 als Gesandter nach Frankreich, im Februar 1325 nach Schottland und im März 1325 wieder nach Frankreich. Dann wechselte Richmond jedoch die Seiten. Er kehrte nicht nach England zurück, sondern blieb in Frankreich, wo bereits Roger Mortimer of Wigmore und andere Gegner des Königs Zuflucht gefunden hatten. Daraufhin beschlagnahmte der König Anfang 1326 seine englischen Besitzungen. Auch Königin Isabelle und der Thronfolger Eduard blieben aus Protest gegen den Einfluss der Despensers auf Eduard II. im französischen Exil. Als Statthalter des Thronfolgers, der auch Herzog von Aquitanien war, übernahm Richmond die Verwaltung der Gascogne. Deshalb gehörte er nicht dem Heer an, mit dem Mortimer und Königin Isabelle im September 1326 in England landeten und die Herrschaft von Eduard II. und der Despensers stürzte. Nach dem erfolgreichen Sturz des Königs erhielt Richmond Weihnachten 1326 seine englischen Besitzungen zurück. Er blieb jedoch weiter in Frankreich, wo er im Februar 1327 wieder als englischer Gesandter diente. Offenbar kehrte er nicht mehr nach England zurück, denn er wurde regelmäßig bei den Parlamenten und bei Feldzügen des neuen Königs Eduard III. wegen seiner Abwesenheit entschuldigt.

## Erbe
John of Brittany war unverheiratet geblieben. Kurz vor seinem Tod überschrieb er gegen die Zahlung einer jährlichen Pension von £ 1800 seine englischen Besitzungen an Mary, die Witwe des Earl of Pembroke. Dazu erhielt er die französischen Besitzungen Rancon, Bellac, Champagnac und Montignac, die diese von ihrem Mann geerbt hatte. Diese fielen nach seinem Tod wieder an Mary, bis sie während des Hundertjährigen Kriegs 1372 von Frankreich beschlagnahmt wurden. John wurde in der Kirche der Franziskanerniederlassung in Nantes begraben. Seinen englischen Titel erbte sein Neffe Johann III. von der Bretagne.